# Gilles Sunu
Gilles Sunu, né le 30 mars 1991 à Châteauroux, est un footballeur international togolais qui évolue au poste d'attaquant ou de milieu offensif. Il est le fils de l'ancien international de football togolais, Manu Sunu (en).

## Biographie

### Formation
Sunu est formé à Châteauroux et au pôle espoirs de la Ligue du Centre, qu'il intègre en étant surclassé d'un an.

### Arsenal
Il signe à l'été 2007 pour le club d'Arsenal pour un montant de 2,5 millions d'euros malgré l'intérêt de Barcelone, du Milan AC, de Chelsea, de Liverpool ou encore de Manchester United.
Gilles Sunu dispute son premier match avec l'équipe réserve le 3 septembre 2007 face à Portsmouth. Il est prêté au club de Derby County pour la deuxième partie de saison 2009-2010. De même, il passe la seconde partie de la saison 2010-2011 au FC Lorient.
« Attaquant de couloir, il est capable de fournir des efforts immenses » selon Francis Smerecki, le sélectionneur des moins de 20 ans, dont Gilles Sunu est un des principaux fers de lance. « Il est en progrès devant le but, mais il doit mieux lire le jeu, notamment sans ballon ».

### Transfert définitif à Lorient
Le 31 août 2011, à quelques heures de la fin du mercato, il s'engage pour quatre ans à Lorient. Deux jours plus tard, il entre en jeu à la 63e en espoirs en Lettonie. Lors de la saison 2011-2012, il dispute 15 matches en Ligue 1 avant de se blesser (rupture du tendon d'Achille) le 24 janvier 2012 et de voir sa saison terminée.

### Évian Thonon Gaillard
Dans les toutes dernières heures du mercato hivernal 2015, Gilles Sunu s'engage pour une durée d'un an et demi avec Évian Thonon Gaillard après quatre années passées au FC Lorient. Il débute titulaire sous ses nouvelles couleurs dès le 7 février 2015 lors de la 24e journée de championnat face aux Girondins de Bordeaux et y inscrit son premier but le 28 février 2015 lors de la 27e journée face au FC Metz (victoire 1-2). Quatre jours plus tard, il se blesse à la cuisse face à son ancien club et est absent lors des cinq journées suivantes de championnat. Il retrouve les pelouses le 18 avril 2015 en étant titulaire face à un autre club breton, Guingamp (1-1, 33e journée). Il participe alors aux six dernières journées de championnat, trouvant deux fois le chemin des filets et délivrant une passe décisive mais cela n'empêchera pas la descente du club à l'échelon inférieur.

### Angers SCO
Seulement six mois après son arrivée en Savoie, il s'engage le 20 juin 2015 pour deux ans avec le SCO d'Angers, alors promu en Ligue 1.
Le 8 août 2015, lors de la première journée, il marque pour son premier match sous ses nouvelles couleurs face à Montpellier (victoire 2-0).

### BB Erzurumspor
Le 7 juillet 2018, il s'engage pour deux saisons avec BB Erzurumspor, alors qu'il était en fin de contrat avec l'Angers SCO.
Il attend le mois de mars 2019 pour inscrire son premier but en Turquie contre l'Alanyaspor malgré une défaite 2-1. Sunu termine la saison avec quatre buts dont deux penalty en championnat mais Erzurumspor est relégué.
Restant au club malgré la descente en deuxième division, Sunu ne joue que six matches en championnat à la mi-saison. Il est toutefois efficace en Coupe avec trois réalisations en quatre rencontres.

### La Berrichonne de Châteauroux
Le 9 janvier 2020, Sunu revient chez son club formateur, paraphant un contrat de trois ans avec La Berrichonne de Châteauroux.
Sunu joue son premier match le 24 janvier, titulaire lors d'un nul 1-1 contre le Chamois niortais FC en Ligue 2.

### En équipe nationale
International français dans les équipes de jeunes, il participe avec les moins de 17 ans au championnat d'Europe des moins de 17 ans en 2008. Lors de cette compétition organisée en Turquie, il joue cinq matchs. La France s'incline en finale face à l'Espagne.
Par la suite, avec l'équipe de France des moins de 19 ans, il dispute le championnat d'Europe des moins de 19 ans en 2010. Lors de ce tournoi qui se déroule dans son pays natal, il joue quatre matchs. Il se met en évidence en délivrant une passe décisive contre l'Angleterre en phase de poule, puis en marquant un but en finale contre l'Espagne. La France est sacrée championne d'Europe.
Il prend part ensuite avec l'équipe de France des moins de 20 ans, à la Coupe du monde des moins de 20 ans en 2011. Lors du mondial junior organisé en Colombie, il joue sept matchs. Il s'illustre lors de la phase de poule en marquant deux buts, contre la Colombie et la Corée du Sud. La France se classe quatrième du mondial, en étant battue par le Mexique lors de la "petite finale".
Le 12 octobre 2018, il reçoit sa première sélection en équipe du Togo, contre la Gambie. Ce match nul (1-1) rentre dans le cadre des éliminatoires de la Coupe d'Afrique des nations 2019.
Le 10 septembre 2019, il inscrit son premier but, contre les Comores. Ce match gagné 2-0 rentre dans le cadre des éliminatoires du mondial 2022. Le 12 octobre 2020, il marque son second but, en amical contre le Soudan (score : 1-1).

## Statistiques détaillées
| Saison                | Club                  | Championnat           | Championnat | Championnat | Coupe nationale | Coupe nationale | Coupe de la Ligue | Coupe de la Ligue | Compétition(s) continentale(s) | Compétition(s) continentale(s) | Compétition(s) continentale(s) | Total | Total |
| Saison                | Club                  | Division              | M.          | B.          | M.              | B.              | M.                | B.                | Comp.                          | M.                             | B.                             | M.    | B.    |
| 2009-2010             | Arsenal FC            | Premier League        | 0           | 0           | 0               | 0               | 1                 | 0                 | C1                             | 1                              | 0                              | 2     | 0     |
| 2009-2010             | Derby County (prêt)   | Championship          | 9           | 1           | 0               | 0               | 0                 | 0                 | -                              | -                              | -                              | 9     | 1     |
| 2010-2011             | Lorient (prêt)        | Ligue 1               | 9           | 0           | 0               | 0               | 0                 | 0                 | -                              | -                              | -                              | 9     | 0     |
| 2011-2012             | Lorient               | Ligue 1               | 15          | 1           | 1               | 0               | 2                 | 1                 | -                              | -                              | -                              | 18    | 2     |
| 2012-2013             | Lorient               | Ligue 1               | 17          | 3           | 4               | 0               | 1                 | 1                 | -                              | -                              | -                              | 22    | 4     |
| 2013-2014             | Lorient               | Ligue 1               | 18          | 1           | 1               | 0               | 1                 | 0                 | -                              | -                              | -                              | 20    | 1     |
| 2014-2015             | Lorient               | Ligue 1               | 17          | 1           | 1               | 0               | 0                 | 0                 | -                              | -                              | -                              | 18    | 1     |
| Sous-total            | Sous-total            | Sous-total            | 85          | 7           | 7               | 0               | 5                 | 2                 | -                              | 0                              | 0                              | 97    | 9     |
| 2014-2015             | Évian Thonon Gaillard | Ligue 1               | 10          | 3           | 0               | 0               | 0                 | 0                 | -                              | -                              | -                              | 10    | 3     |
| 2015-2016             | Angers SCO            | Ligue 1               | 32          | 2           | 2               | 0               | 1                 | 0                 | -                              | -                              | -                              | 35    | 2     |
| 2016-2017             | Angers SCO            | Ligue 1               | 23          | 0           | 3               | 0               | 1                 | 0                 | -                              | -                              | -                              | 27    | 0     |
| Total sur la carrière | Total sur la carrière | Total sur la carrière | 139         | 12          | 9               | 0               | 12                | 2                 | -                              | 1                              | 0                              | 161   | 14    |

## Palmarès

### En club
Il est finaliste de la Coupe de France en 2017 avec le SCO d'Angers.

### En sélection nationale
Avec l'équipe de France des moins de 17 ans, il est finaliste du championnat d'Europe en 2008 mais battu par l'Espagne.
Avec l'équipe de France des moins de 19 ans, il est champion d'Europe en 2010 au détriment de l'Espagne.

## Récompenses individuelles
Il est élu meilleur joueur du tournoi de Cannes Zinédine Zidane 2007 avec l'équipe d'Arsenal des moins de 16 ans.
En 2008, il est élu meilleur joueur du tournoi international 18 ans de Limoges Lafarge Foot Avenir.